# 埃科·尤利·伊拉万
埃科·尤利·伊拉万（1989年7月24日—）生于楠榜省，印度尼西亚举重运动员。曾参加过2008年、2012年和2016年三届奥运，共获得1枚银牌和2枚铜牌。